# Гетман великий литовский
Ге́тман вели́кий лито́вский (пол. Hetman wielki litewski, бел. Гетман вялікі літоўскі, укр. Гетьман великий литовський) — руководитель вооружённых сил Великого княжества Литовского. После создания Речи Посполитой — один из двух высших военных руководителей наряду с великим гетманом коронным. Заместитель великого гетмана носил титул гетман польный литовский.

## Список гетманов
1. Иван Федорович Ходкевич — 1476—?
2. Константин Иванович Острожский — 1497—1500
3. Семён Юрьевич Гольшанский — 1500—1501
4. Станислав Янович Кезгайло — 1501—1502
5. Станислав Кишка — 1503/1504—1507
6. Константин Иванович Острожский (вновь) — 1507—1530
7. Юрий Радзивилл «Геркулес» — 1531—1541
8. Николай Радзивилл (Рыжий) — 1553—1566
9. Григорий Александрович Ходкевич — 1566—1572
10. Николай Радзивилл (Рыжий) (вновь) — 1576—1584
11. Кшиштоф Радзивилл «Перун» — 1589—1603
12. Ян Кароль Ходкевич — 1605—1621
13. Лев Иванович Сапега — 1625—1633
14. Криштоф Радзивилл — 1635—1640
15. Януш Кишка — 1646—1654
16. Януш Радзивилл — 1654—1655
17. Павел Ян Сапега — 1656—1665
18. Михаил Казимир Пац — 1667—1682
19. Казимир Ян Сапега — 1682—1703
20. Михаил Серваций Вишневецкий — 1703—1707
21. Казимир Ян Сапега (вновь) — 1707—1708
22. Ян Казимир Сапега — 1708—1709
23. Григорий Антоний Огинский — 1709
24. Людвик Поцей — 1709—1730
25. Михал Серваций Вишневецкий (вновь) — 1735—1744
26. Михаил Казимир Радзивилл — 1744—1762
27. Михаил Юзеф Масальский — 1762—1768
28. Михаил Казимир Огинский — 1768—1793
29. Симон Мартин Косаковский — 1793—1794

## Галерея
- Константин Иванович Острожский
- Юрий Радзивилл «Геркулес»
- Николай Радзивилл «Рыжий»
- Кшиштоф Радзивилл «Перун»
- Ян Кароль Ходкевич
- Лев Сапега
- Януш Кишка
- Януш Радзивилл
- Павел Ян Сапега
- Казимир Ян Сапега
- Григорий Антоний Огинский
- Людвик Константы Поцей
- Михал Серваций Вишневецкий
- Михаил Казимир Радзивилл «Рыбонька»
- Михаил Юзеф Масальский
- Михаил Казимир Огинский
- Шимон Мартин Коссаковский